# Viktor Tausk
Viktor Tausk (12. března 1879 Žilina – 3. července 1919 Vídeň) byl filozof a psychoanalytik, rodák ze slovenské Žiliny (německy mluvící).

## Život
Původně byl právníkem, ale kolem roku 1910 začal studovat ve Vídni medicínu. Tehdy se také seznámil s psychoanalýzou. Především se zamiloval do psychoanalytičky Lou Andreas-Salomé (tehdy o mnoho let starší), s níž prožil dramatický vztah (Andreas-Salomé proslula jako známá manipulátorka s muži, byla milenkou Friedricha Nietzscheho i Rainera Marii Rilkeho).
Tausk se pak pokoušel ze vztahu s Andreas-Salomé (ovšem i z depresí, jimiž trpěl odjakživa) vzpamatovat podstoupením psychoanalýzy u Helene Deutschové. Snažil se také získat úctu Sigmunda Freuda a za tím účelem představil některé nové psychoanalytické teorie (nejznámějším je jeho článek O původu Mocného stroje v mysli schizofreniků z roku 1919). Freud však jeho nápady odmítl, což Tausk těžce nesl. Ve stejném roce Tausk spáchal sebevraždu. Omotal si kolem krku záclonu a postřelil se pistolí, čímž se při pádu k zemi uškrtil. Freud komentoval jeho smrt v dopise Andreas-Salomé: "Přiznám se, že mi chybět nebude".